# Lađevci (Čelinac)
Pour les articles homonymes, voir Lađevci.
Lađevci (en serbe cyrillique : Лађевци) est un village de Bosnie-Herzégovine. Il est situé dans la municipalité de Čelinac et dans la république serbe de Bosnie. Selon les premiers résultats du recensement bosnien de 2013, il compte 338 habitants.

## Démographie

### Évolution historique de la population dans la localité
| 1948 | 1953 | 1961 | 1971 | 1981 | 1991 | 2013 |
| ---- | ---- | ---- | ---- | ---- | ---- | ---- |
| -    | -    | 683  | 615  | 563  | 527  | 338  |

|  |